# Роненберг
Роненберг (њем. Ronnenberg) град је у њемачкој савезној држави Доња Саксонија. Једно је од 21 општинског средишта округа Регион Хановер. Према процјени из 2010. у граду је живјело 23.286 становника. Посједује регионалну шифру (AGS) 3241014.

## Географски и демографски подаци
Роненберг се налази у савезној држави Доња Саксонија у округу Регион Хановер. Град се налази на надморској висини од 73 метра. Површина општине износи 37,8 km². У самом граду је, према процјени из 2010. године, живјело 23.286 становника. Просјечна густина становништва износи 616 становника/km².

## Међународна сарадња
| Мјесто | Држава    | Врста сарадње | Од    |
| ------ | --------- | ------------- | ----- |
|        | Пољска    | партнерство   | 1991. |
|        | Француска | партнерство   | 1968. |
| Извор  |           |               |       |